# ライトボーイ
ライトボーイは、ビック東海（ライトボーイアドバンスのみサンセイブ・エンターテイメント→キーズファクトリー販売）が製作・販売していたゲームボーイシリーズ用周辺機器である。

## 概要
液晶にバックライトが搭載されていないゲームボーイシリーズ向けに発売されたライト付き拡大鏡形周辺機器であり、任天堂のライセンスも受けている。装着により画面がムギ球で照らされ明るくなり、さらに拡大鏡を通して画面がライトボーイは1.4倍、ライトボーイポケットは1.5倍、ライトボーイアドバンスは1.2倍相当となるとしている。なお、初代ゲームボーイ用のライトボーイでは装着したままカートリッジの着脱は不可能である。
ゲームボーイ専用版の本機器には、ムギ球の消し忘れ防止のためレンズをたたむとムギ球が切れるオートオフ機能が付いていたが、アドバンス専用版には受け継がれていない。

## バリエーション

### ライトボーイ
- ゲームボーイ専用「ライトボーイ」

1990年7月21日発売。

### ライトボーイポケット
- ゲームボーイポケット用「ライトボーイポケット」

1997年12月12日発売。価格は2,600円（税込）。

### Newライトボーイポケット
- ゲームボーイポケット、ゲームボーイライト用「Newライトボーイポケット」

1998年7月23日発売。

### スーパーライトボーイポケット
- ゲームボーイポケット、ゲームボーイライト、ゲームボーイカラー用「スーパーライトボーイポケット」

1998年12月2日発売。価格は2,800円（税込）。

### ライトボーイアドバンス
- ゲームボーイアドバンス専用「ライトボーイアドバンス」

2001年3月21日発売。価格は2,680円（税抜）。